# پارک ملی تابلاس د دایمیل
پارک ملی تابلاس د دایمیل (به اسپانیایی: Parque nacional de las Tablas de Daimiel) یک منطقهٔ مسکونی در اسپانیا است که در کاستیا-لا مانچا واقع شده‌است.